# XPa (Inschrift)

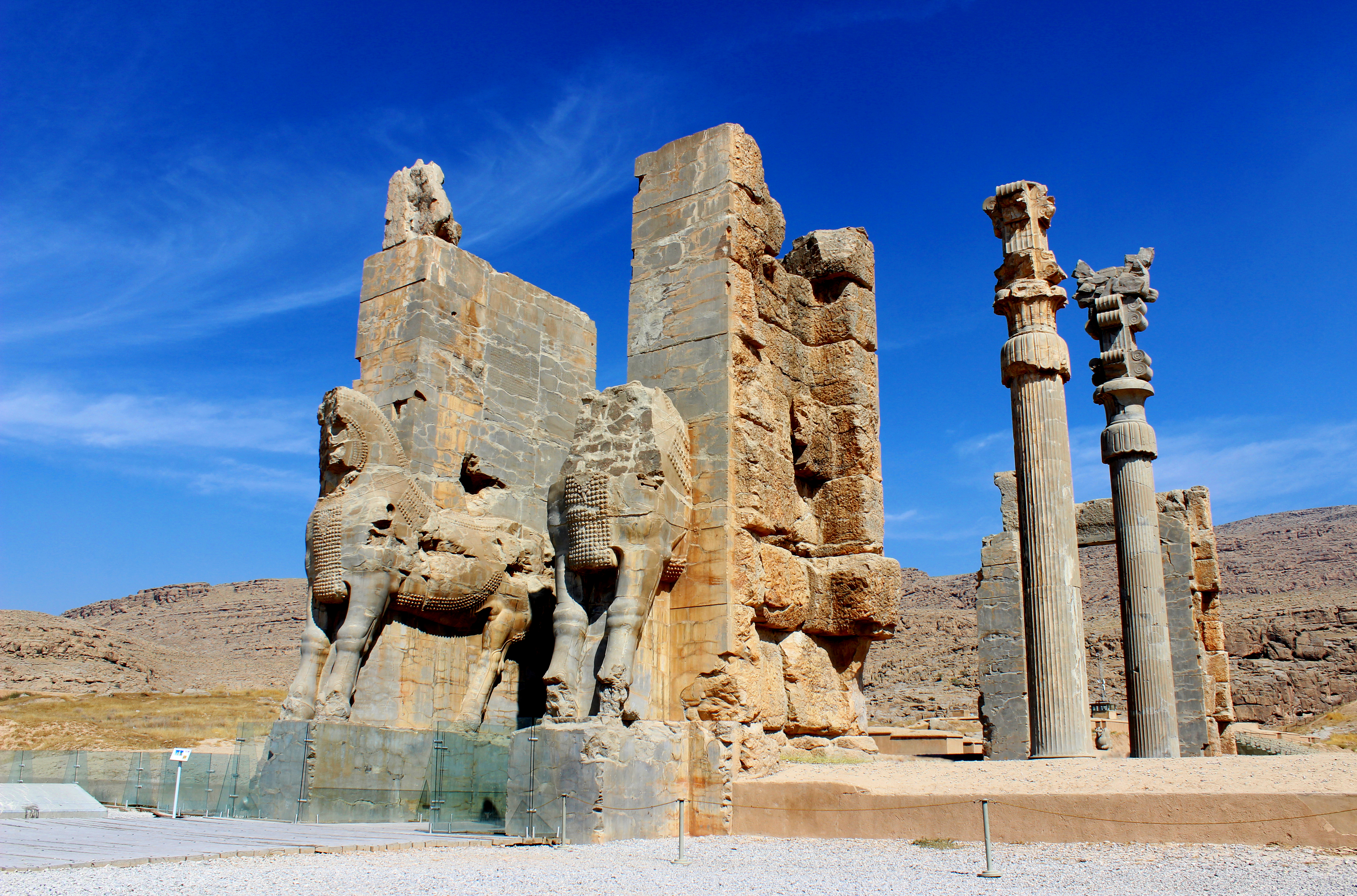
Die Inschrift XPa^{a} am Nordpfosten der westlichen Türöffnung

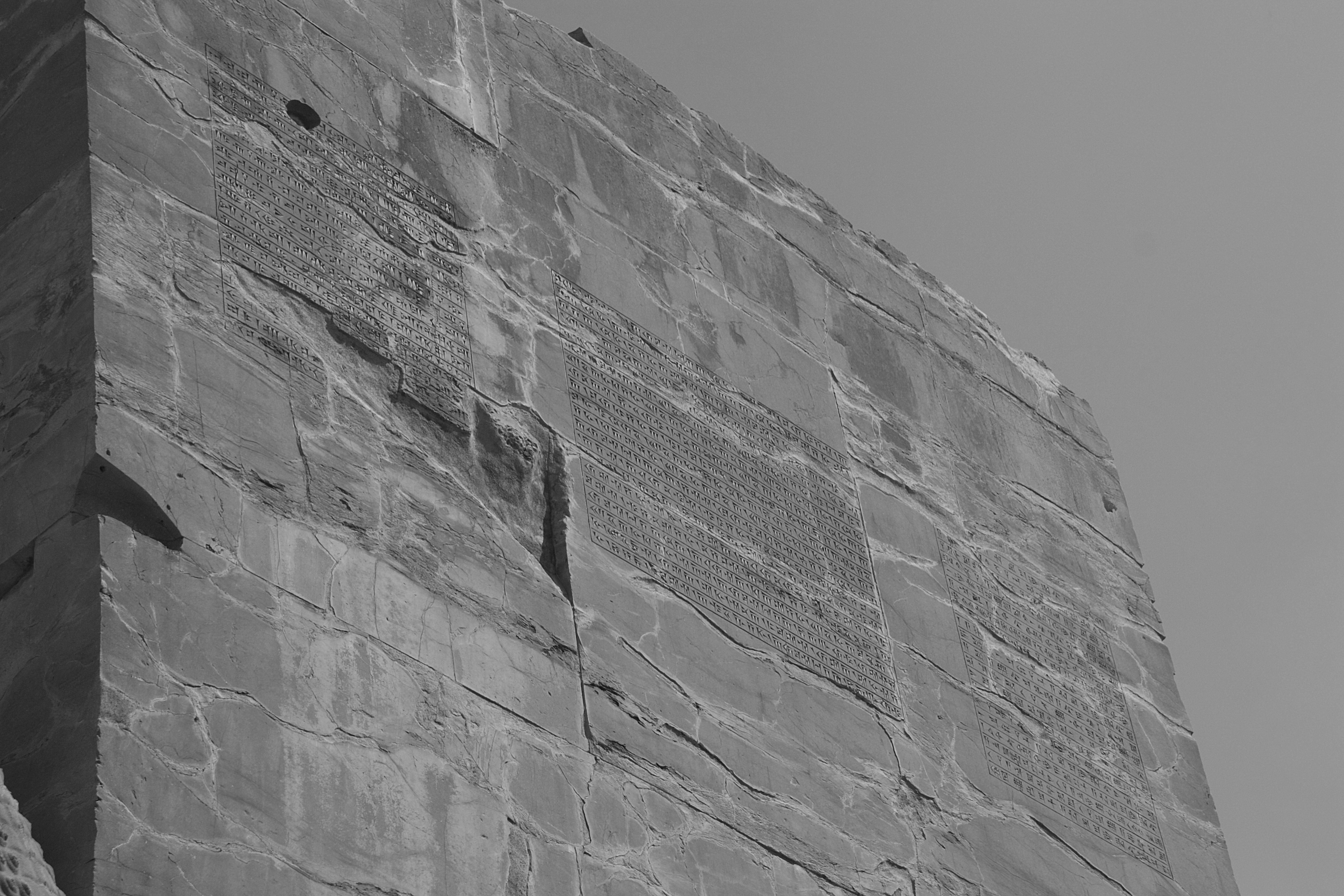
XPa^{a} mit der altpersischen Sprachversion in der Mitte und der elamischen links und der babylonischen rechts davon

XPa ist die Abkürzung einer Inschrift von Xerxes I. (X). Sie wurde in Persepolis (P) entdeckt und von der Wissenschaft mit einem Index (a) versehen. Die Inschrift liegt in altpersischer, elamischer und babylonischer Sprache vor. Die Inschrift ist in vierfacher Ausführung überliefert. Jede Ausführung wird von der Wissenschaft mit einem zusätzlichen Index identifiziert.

## Inhalt
„§1. Der große Gott (ist) Ahuramazda, der diese Erde erschaffen hat, der jenen Himmel erschaffen hat, der den Menschen erschaffen hat, der das Glück erschaffen hat für den Menschen, der Xerxes (zum) König gemacht hat, den einen (zum) König über viele, den einen (zum) Gebieter über viele.
§2. Ich (bin) Xerxes, der große König, König der Könige, König der Länder mit vielen Stämmen, König auf dieser großen Erde auch weithin,
 des Dareios, des Königs, Sohn, ein Achaimenide.
§3. Es kündet Xerxes, der König: Nach dem Willen Ahuramazdas habe ich diese ‚All-Länder‘-Torhalle errichtet. In großer Zahl (ist) auch anderes Gutes/Schönes geschaffen (worden) (hier) in diesem Persepolis, das ich geschaffen habe und das mein Vater geschaffen hat; welches Werk nun gut/schön erscheint, das alles haben wir nach dem Willen Ahuramazdas geschaffen.“

## Beschreibung
Die Inschrift XPa ist in vier Ausführungen überliefert, die mit einem zusätzlichen alphabetischen Buchstaben unterschieden werden. Alle vier Versionen sind im Inhalt identisch. XPaa und XPab unterscheiden sich gegenüber den Fassungen XPac und XPad in der Zeileneinteilung. Die Inschrift ist in allen Sprachversionen und Ausführungen jeweils 20 Zeilen lang.
Die Anordnung der Sprachversionen zeigt ein Muster. Die mittlere Position ist immer durch die altpersische Sprachversion besetzt, während die elamische die dem Ausgang am nächsten gelegene und die babylonische die entsprechend entgegengesetzte Position innehaben.
Alle vier Ausführungen befinden sich in situ (am Ursprungsort).

## Rezeption
Das vielfach „Tor aller Länder“ oder „Tor des Xerxes“ genannte Gebäude wird in der Inschrift mit dem altpersischen Begriff visa-dahyu- bezeichnet. Durch die babylonische Entsprechung ist es als Eigenname markiert und kann über das Altpersische wörtlich mit „alle Länder betreffend“ oder „für alle Länder bestimmt“ übersetzt werden. Statt des verbreiteten Namens übersetzt es Rüdiger Schmitt mit „‚All-Länder‘-Torhalle“. Dass der Name für das Gebäude kein einfacher ist, zeigt sich in anderen Übersetzungen: „Torland ‚Allland‘“, „Säulengang aller Länder“ und „ALL-LAND-Torgang“.
Parsa ist allgemein die Bezeichnung für das Kernland der Achämeniden und wird mit Persis übersetzt. In der Inschrift XPa wird die räumliche Angabe mit Unterstützung der elamischen Sprachversion zum Ortsnamen von Persepolis. Franz Heinrich Weißbach übersetzte es in XPa 1911 mit „Persien“, George G. Cameron 1953 mit „Parsa“ und Roland Grubb Kent 1953 mit „Persepolis“. XPa ist die einzige Inschrift, in der Parsa mit Persepolis übersetzt wird.